# Nebotičnik
Nebotičnik – wieżowiec w centrum Lublany w Słowenii i jeden z najlepiej rozpoznawalnych budynków w mieście. Ma trzynaście kondygnacji i wznosi się na wysokość 70,35 m. Projektantem budynku jest słoweński architekt Vladimir Šubic, a inwestorem był Słoweński Fundusz Emerytalny. Budowę rozpoczęto 19 kwietnia 1931 roku, a ukończono 21 lutego 1933 roku. Po otwarciu był to najwyższy budynek w Królestwie Jugosławii i dziewiąty najwyższy wieżowiec w Europie.

## Historia
Fundusz Emerytalny ogłosił konkurs na projekt budynku przy ul Dunajewskiej. Do 3 marca 1930 roku wpłynęło 30 projektów, ale żaden nie spełniał wymagań inwestora, dlatego nie przyznano pierwszej nagrody. Trzy równorzędne otrzymali: Ivan Vurnik, Ivo Spinčič wraz z Jože Mesarem oraz Milan Sever i Bojanem Stupica. Ostatecznie projekt przygotował słoweński architekt Vladimir Šubic. Początkowy projekt przewidywał, że będzie to budynek pięciokondygnacyjny. Dopiero Jože Plečnik zaproponował, aby był wyższy i miał 8 pięter. Fundusz wystąpił o zgodę i 28 lipca 1930 roku otrzymał pozwolenie na budowę. W kolejnym z 14 kwietnia 1931 roku ustalono, że fundamenty muszą oprzeć się o litą skałę. Było to związane z zagrożeniem sejsmologicznym. Zamiast budować żelbetonową płytę grubości 1 m, wylano 16 kolumn zagłębionych w ziemię na 18 metrów. Dodatkowo zastosowano pomiędzy 15 cm płytą fundamentową a murami szczelinę, która pozwala na zabezpieczenie budynku przed ruchami sejsmicznymi. Budynek zbudowano na terenie średniowiecznego klasztoru i podczas kopania fundamentów znaleziono studnię z XIII wieku. Na kamieniu węgielnym wmurowanym w 1931 roku umieszczono werset Otona Župančiča „Da naše zrno bo imelo leho in nam bo letina pod varno streho” (że nasze ziarno przyniesie plony, a nasze zbiory znajdą się pod bezpiecznym dachem)
Budowę rozpoczętą 19 kwietnia 1931 roku i ukończono 21 lutego 1933 roku. Wykonano wtedy plan powykonawczy, na którym naniesiono zmiany w stosunku do pierwotnego projektu. Wynika z nich, że dobudowano dwupiętrowy pawilon na 12 i 123 piętrze i cylindryczną kopułę nad nim z masztem flagowym. Taras pierwotnie nie miał zaplanowanego dachu i podczas budowy dodano drewniany.
Po otwarciu był to najwyższy budynek w Królestwie Jugosławii i dziewiąty najwyższy wieżowiec w Europie. Przez pewien czas pozostał najwyższym budynkiem mieszkalnym w Europie. W budynku parter i pierwsze piętro pełnią funkcje usługowe, na kolejnych piętrach (do piątego) są biura. Cześć mieszkalna zajmuje piętra od szóstego do dziewiątego. 12 czerwca 2007 roku fundusz emerytalny (KAD), który był ich właścicielem od 1995 roku, sprzedał piętra od dziewiątego do trzynastego na aukcji za 2 120 000 euro. Kupiła je australijska firma Terra Australis, której właścicielem jest mający słoweńskie korzenie Edward Daniel Tomazin. Na trzech najwyższych piętrach znajduje się kawiarnia, bar i taras widokowy. Pod koniec lat 90. XX wieku podupadły i dopiero po remoncie w 2010 roku zostały ponownie otwarte. Remont nadzorował Instytut Ochrony Dziedzictwa Kulturowego Słowenii.
W 2003 roku wieżowiec i dwa przylegające do niego budynki mieszkalne zostały wpisane do rejestru zabytków.

## Nazwa
Budynek otrzymał nazwę Nebotičnik, co w języku słoweńskim oznacza wieżowiec.

## Architektura

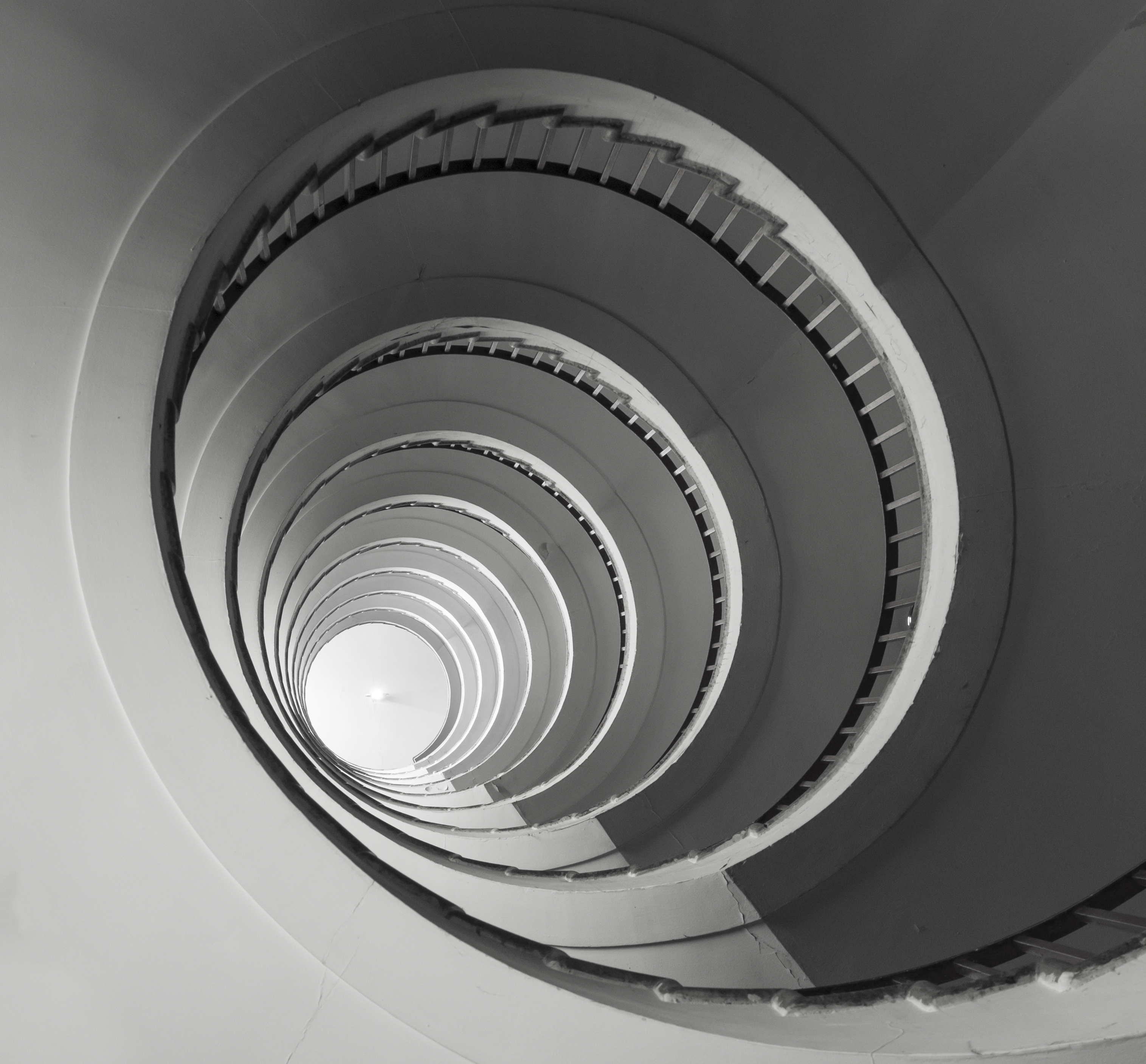
Spiralne schody w stylu art-déco

Vladimir Šubic podczas przygotowania projektu współpracował z: Ladislavem Khamem, Ivo Medvedem (który zaprojektował pawilon na tarasie), Marjanem Mušičem, Marjanem Severem i Bojanem Stupicem (wyposażenie kawiarni). Na budynku umieszczono rzeźby Lojze Dolinara (postać kobieca na bocznej fasadzie na wysokości szóstego piętra), Borisa Kalina (płaskorzeźba nad głównym wejściem) i France Gorše (cztery brązowe głowy w holu głównym). Projekt łączy styl neoklasyczny z art-deco. Konstrukcja budynku nawiązuje do klasycznego trójstronnego podziału wysokich budynków, którego pionierem był amerykański architekt Louis Sullivan. Wejście na parterze prowadzi do holu wyłożonego marmurem z kamieniołomu w Podpeci. Do górnych kondygnacji można dostać się windą lub spiralnymi schodami w centrum budynku. Dwie szybkie windy wywożą gości do kawiarni na wyższych piętrach, a trzecia wolniejsza służy mieszkańcom. Klatka schodowa kończy się na dziesiątym piętrze. Budynek został zbudowany ze żelbetu i zastosowano w nim wiele innowacyjnych rozwiązań. Ma centralne ogrzewanie na olej opałowy, a woda jest dostarczana do siedmiu najwyższych pięter za pomocą pomp. Kawiarnia ma wentylację ciśnieniową, a gorąca woda jest dostarczana z piwnicy. Rzeźby na loggii zostały zaprojektowane przez słoweńskiego rzeźbiarza France Gorše.

## Nebotičnik w kulturze
W latach 60. XX wieku zespół Bele Vrane śpiewał piosenkę Mala Terasa (Mały taras), której treść nawiązywała do tarasu Nebotičnika.